# Altvaterturm (Wetzstein)

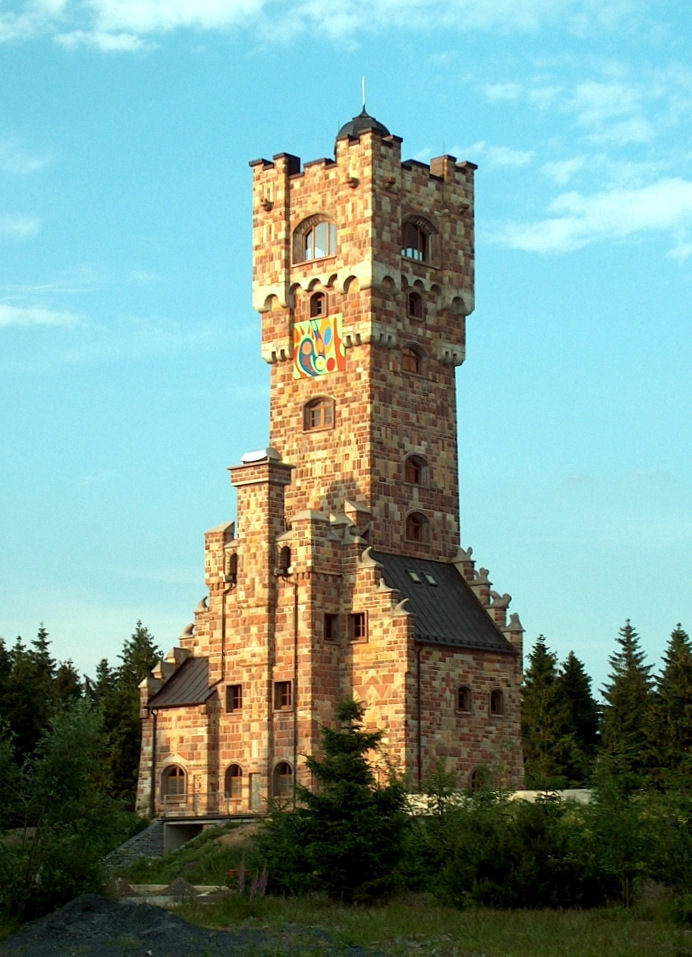
Altvaterturm (2005)

Der Altvaterturm ist ein 35,8 m hoher Aussichtsturm auf dem Wetzstein (792,7 m ü. NHN), einem Berg im Frankenwald bei Brennersgrün im thüringischen Landkreis Saalfeld-Rudolstadt. Einige Turmräume werden als Museum genutzt.

## Geographische Lage
Der Altvaterturm steht im Nordnordwesten des Frankenwaldes auf der Gipfelregion des Wetzsteins im Naturpark Thüringer Schiefergebirge/Obere Saale. Er befindet sich 1,6 km nordwestlich von Brennersgrün, einem südsüdöstlichen Ortsteil der Stadt Lehesten, und etwa 350 m nordnordöstlich vom ehemaligen Standort des 1979 gesprengten Bismarckturms Lehesten.

## Geschichte
Nach der Vertreibung der Deutschen aus der Tschechoslowakei in den Jahren 1945/46 gründeten Heimatfreunde 1976 den Altvaterturmverein Langgöns. Der eingetragene Verein errichtete ab 1999 den am 2. Mai 1959 zusammengefallenen und nicht wieder aufgebauten Altvaterturm originalgetreu auf dem Wetzstein – als Mahnmal der Vertreibung. Er ist eine Nachbildung der 1912 auf dem im nahen Altvatergebirge befindlichen Berg Altvater errichteten Habsburgwarte, die zuletzt Altvaterturm hieß.
Zur Turmgeschichte des alten Turms siehe auch: Abschnitt Geschichte des Altvaterturmes des Bergartikels Praděd
Der Turmstandort für den heutigen Altvaterturm wurde gewählt, weil er den natürlichen Gegebenheiten des Altvatergebirges nahekommt. Nachdem es 1995 erste Kontakte zur Stadt Lehesten gegeben hatte, erteilte im Oktober 1998 das Thüringer Landesverwaltungsamt die Baugenehmigung. Am 11. April 1999 war der erste Spatenstich, am 21. Mai 2000 die Grundsteinlegung und am 1. November 2000 Baubeginn. Das Richtfest wurde am 11. Mai 2002 gefeiert und der Turm am 28. August 2004 eingeweiht.

## Technische Daten
Einige Daten des Altvaterturms:
- Höhe: 35,8 m
- Grundfläche: 11,2 × 14,5 m
- Umbauter Raum: ca. 3.000 m³
- Sichthöhe auf offener Aussichtsplattform: (824 m ü. NN)

## Ausgestaltung
Im Kellergeschoss befindet sich die St.-Elisabeth-Kapelle mit Ortsgedenktafeln für Städte und Gemeinden, aus denen Sudetendeutsche aufgrund der Beneš-Dekrete vertrieben wurden. Sie geben Auskunft über die Zahl der Einwohner um 1939, die Zahl der im Zweiten Weltkrieg Gefallenen und der durch Vertreibung umgekommenen Menschen. Im Erdgeschoss befindet sich eine Gaststätte, deren Wände mit Holzwappen der Heimatgemeinschaften geschmückt sind. Gedenktafeln in den Nischen der Außenfassade zeigen Ereignisse der Vertreibungsjahre. Die 16 Skulpturen auf den Zinnen symbolisieren 16 Millionen vertriebene und 16.000 getötete Menschen nach Ende des Krieges. Im Treppenhaus stellen Doppelwappen die Orte der Vertreibung und die neuen Wohnorte dar. In den Obergeschossen werden einzelne Räume für Ausstellungen zu den ehemaligen deutschen Siedlungsgebieten genutzt. Der Raum für Ostpreußen wird vom Kulturzentrum Ostpreußen betreut. Im obersten Geschoss befindet sich die Ehrenhalle, die an den Wänden mit Votivkacheln geschmückt ist, und darüber eine Aussichtsplattform. Vor dem Turm befindet sich eine Freilichtbühne.
Auf verschiedenen Etagen des Bauwerks befinden sich in den Tunrmräumen folgende Heimatstuben und Einrichtungen:
- Zimmer: Mineralien des Altvatergebirges
- Heimatstube Zuckmantel
- Dokumentation zur Vertreibung
- Zimmer Lehesten und Umgebung
- Zimmer Mährisch Schönberg mit einem Modell der Teßtalbahn und Flugzeugmodellen
- Ostpreußenzimmer der Landsmannschaft Ostpreußen Hamburg

## Aussichtsmöglichkeiten
Vom Altvaterturm fällt der Blick unter anderem nach Nordwesten zum Thüringer Wald mit dem Bleßberg (866,9 m) und Großen Beerberg (982,9 m), nach Osten zum Erzgebirge mit dem Auersberg (1018,2 m), über den Frankenwald hinweg nach Südosten zum Fichtelgebirge mit dem Großen Kornberg (827 m) und Schneeberg (1051 m) und nach Südwesten zur Fränkischen Alb mit dem Staffelberg (539 m).

## Bilder

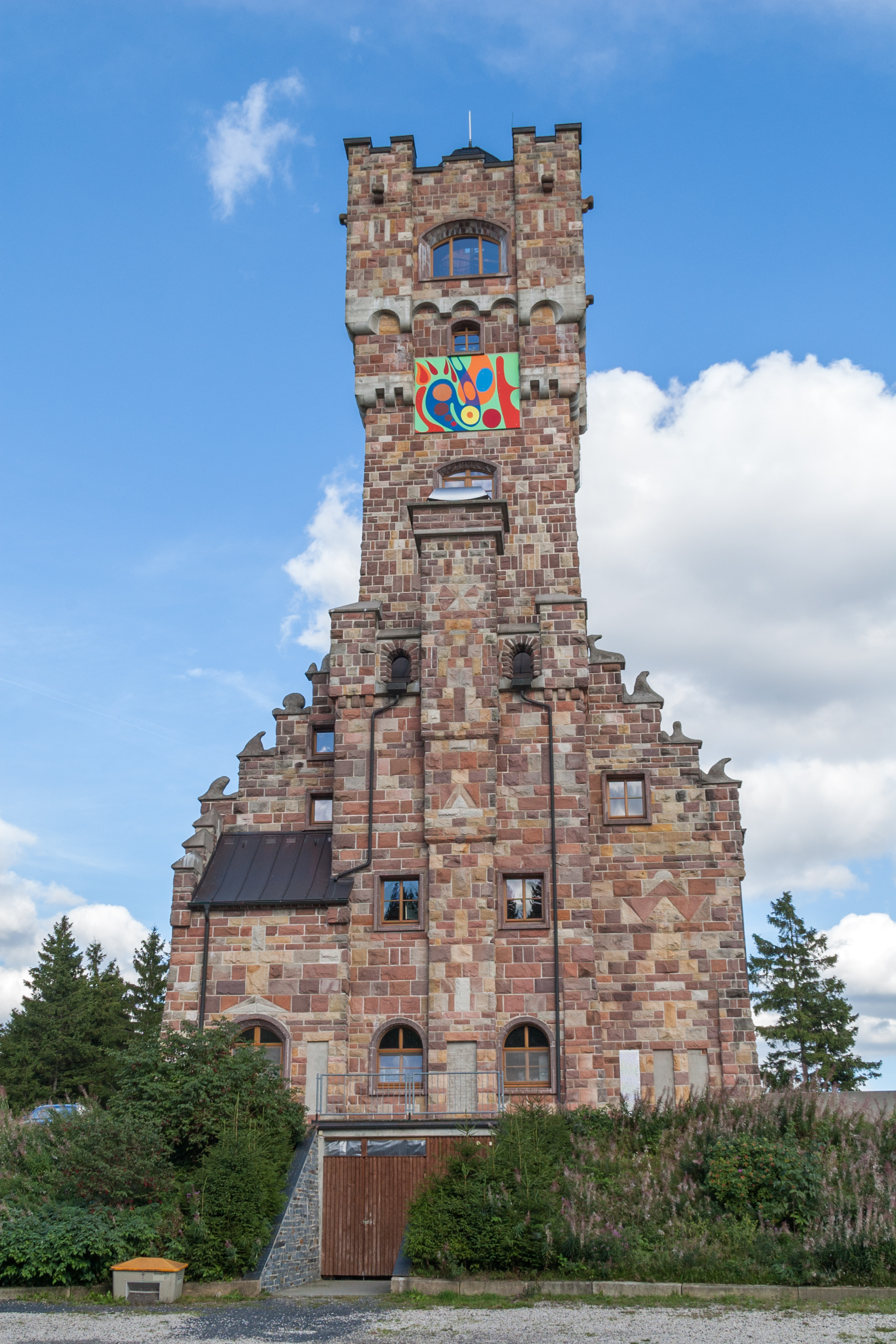
Altvaterturm auf dem Wetzstein
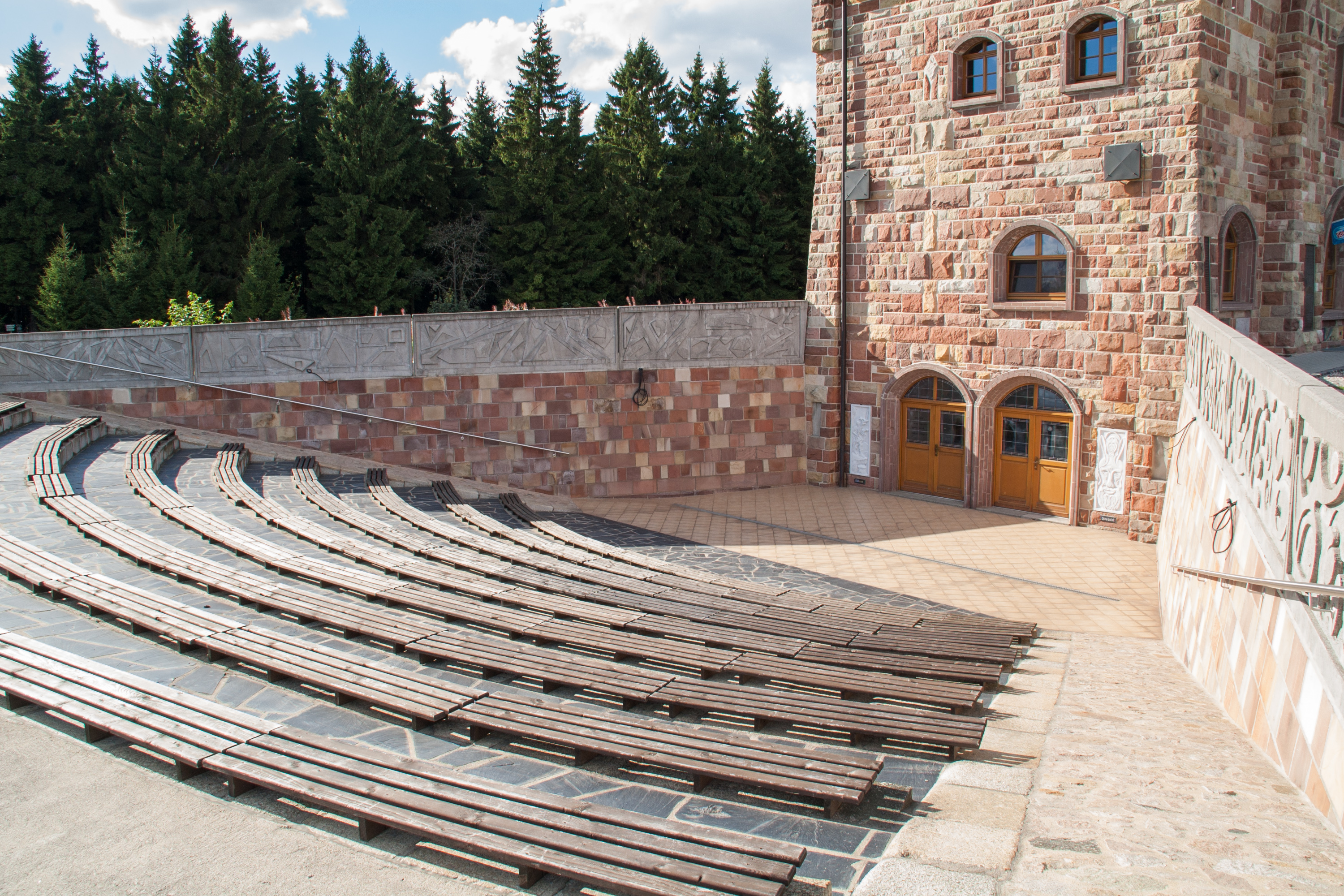
Freilichtbühne vor dem Turm
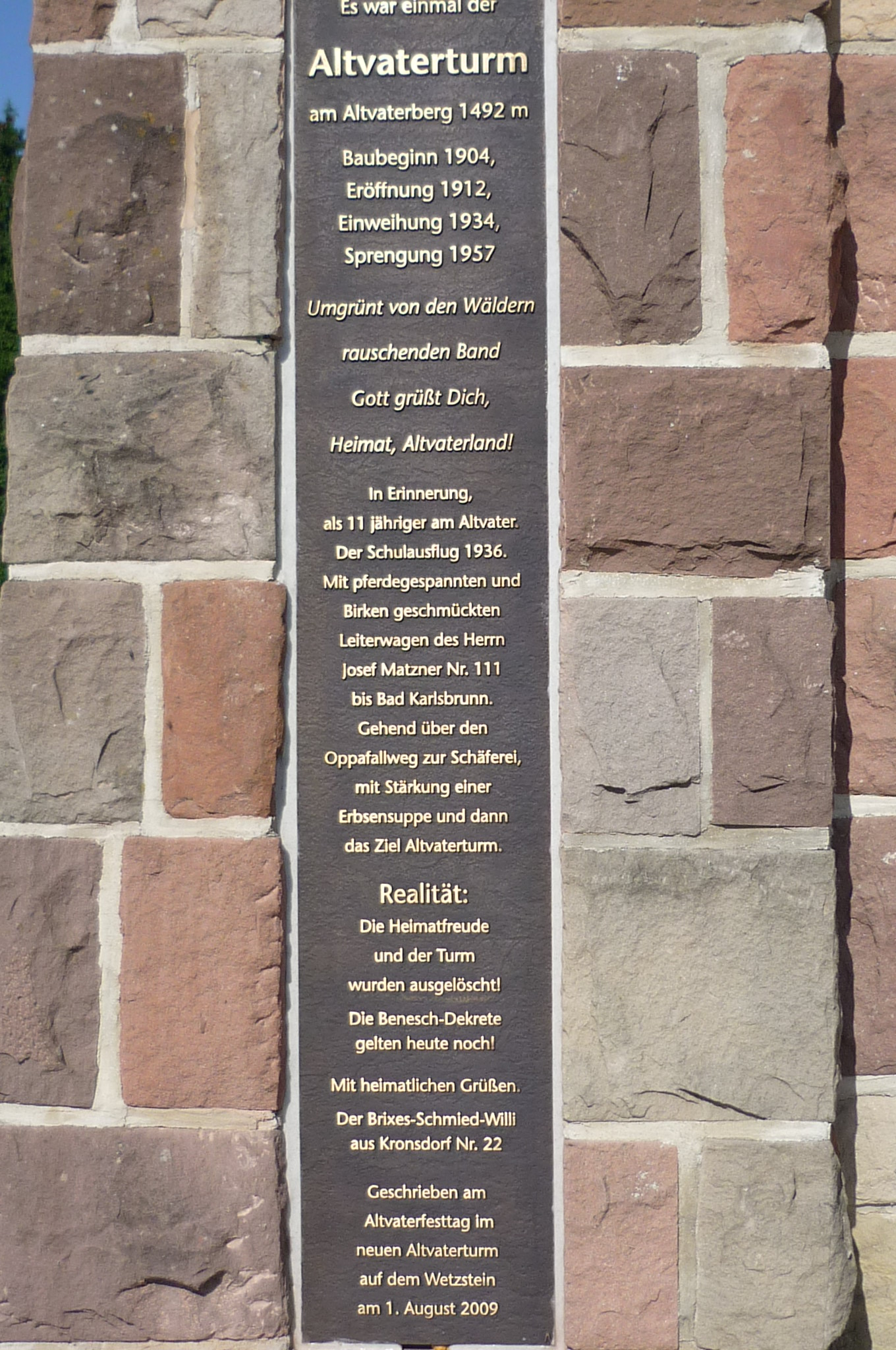
Gedenktafel an den alten Altvaterturm
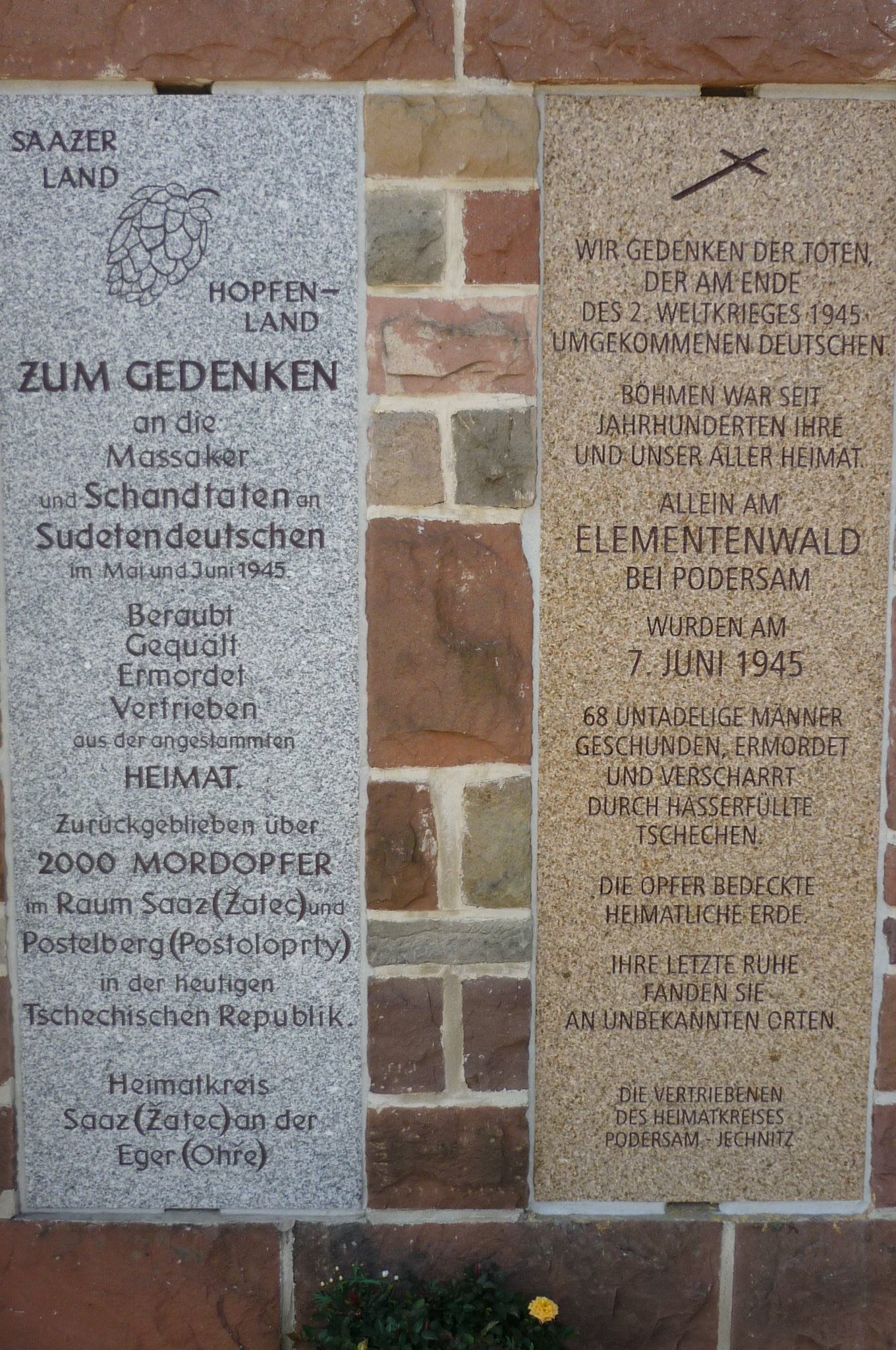
Gedenktafeln